# Dashkova (cràter)
Dashkova és un cràter d'impacte en el planeta Venus de 45,1 km de diàmetre. Porta el nom d'Iekaterina Dàixkova (1743-1810), política, escriptora i filòloga russa, i el seu nom va ser aprovat per la Unió Astronòmica Internacional el 1985.